# 法例
法例（ほうれい）とは自国の法律の効力がおよぶ範囲（国際私法）を規定した法律であり、1890年に公布された法例（明治23年法律第97号）とこれを廃止して制定された同名の1896年公布の法例（明治31年法律第10号）がある。2006年（平成18年）の全部改正により、法の適用に関する通則法（平成18年法律第78号）となった。
また、一般的には、法の適用に関する通則を言い表す語であり、かつては法律条文中にも使用されていた。近年は「法例」に代わり「通則」という用語が用いられている。
日本国法としての法例は、現在の法適用通則法に至るまで、法務省大臣官房司法法制課が所管し、外務省国際法局（旧・条約局）条約課と連携して執行にあたっている。

## 日本の法律の名称としての法例

### 前身の法令
国際私法に関する規程は、日本では、皇国民法仮規則（1872年。旧民法の前身）第1条から第6条として初めて起案された。その内容は、フランス民法の冒頭に置かれている国際私法に関する規定を模したものであった。
これより前の太政官制度局の「民法決議」（1871年、全79条）の条文は、第1条から第6条に当たる部分は国際私法規程を追加するために空けておかれていた。

### 法例（明治23年法律第97号）
旧民法の起草・編纂事業の中で、皇国民法仮規則のうち国際私法規定の部分は旧民法と分離され、1890年5月7日、法例（明治23年法律第97号）として公布された。
この起草には、当時の最先端であったベルギー法が採り入れられ、裁判官の義務や執行官の管轄なども定められた。同法は1893年に施行される予定であったが、イギリス法学の台頭や民法典論争に伴い、2度に渡って施行が延期され、1898年、結果的に条文の削除や入れ替え・多くの修正加筆が行われた法例（明治31年法律第10号）が公布されるに至り、これにより廃止された。

### 法例（明治31年法律第10号）
2番目の法例（明治31年法律第10号）も、法の適用関係に関する事項を規定することを目的とした法律である。1898年（明治31年）5月19日に、第12回帝国議会へ提出され、5月28日に衆議院で、6月10日に貴族院で可決され、6月15日に天皇の裁可（親署）及び国務大臣（内閣総理大臣を含む）の副署がされたあと、同年6月21日の官報に公布され、同年7月16日に施行された。
もっとも、内容は、法律の施行期日に関する規定（1条）、慣習法の効力に関する規定（2条）を除き、すべてが準拠法の指定を目的とした国際私法に関する規定であった。また、元の法例（明治23年法律第97号）に規定されていた裁判官の義務関連の規定などが削除されたものであった。

### 法の適用に関する通則法（平成18年法律第78号）
2006年、第164回国会において、法例中の国際私法に関する規定に関する見直しのため、法例を全部改正する法案が提出され、法の適用に関する通則法（平成18年法律第78号）が成立し、同年6月21日に公布され、2007年（平成19年）1月1日に施行された。なお、法例における基本的な制度や解釈論は法の適用に関する通則法においても維持されている。

## 法例という用語

### 中国の刑法における用法
穂積陳重によれば、「法例」という用語は、晋の刑罰法規の適用例則である「法例律」という用語が始まりとされている（賈充が編纂した『晋律』20編、『晋書』の第30巻刑法志などにおける用法）。その後の中国の刑法典においては、法例に代わり「名例律」という用語が用いられるようになったとされる。

### 近代日本の法令用語としての用法
日本においては、法例という用語は、ある法律内においてその法律の適用関係や適用範囲を定める内容を有する部分の章節名として用いられた。
穂積陳重によれば、日本の刑罰法規の適用例則は新律綱領の時期には、中国に習い「名例律」という用語が用いられたが、1880年に旧刑法が制定される際、晋に由来した用法を復活させ、刑法の適用の通則を記載した第1編第1章の章名を「法例」としたとされる。その後、1890年に旧民法（いわゆるボアソナード民法）と併せて公布された法の適用に関する通則法の法令名を「法例」としたことにより、刑法適用の通則を意味するに留まらず、法の適用一般に関する通則を言い表す語となった。
例えば、商法は、会社法の制定前は、第1編第1章が商法適用に関する通則をまとめており、章名は「法例」であった。また刑法は、1995年に条文が口語化される前は、法適用の通則をまとめた第1編第1章の章名が「法例」であった。近年の法改正の後は「法例」という用語は通則という意味では用いられていないが、強いて挙げれば少年法第40条の条文見出しや（「準拠法例」）、刑事司法の国際規定である1918年の共通法に残っている。